# Speak Now
Speak Now is het derde studioalbum van de Amerikaanse sing-songwriter Taylor Swift. Het werd uitgebracht op 25 oktober 2010 via Big Machine Records. Volgens Swift is ieder nummer op het album een bekentenis aan een ander persoon. Alle nummers op het album zijn door Swift in haar eentje geschreven. Op 7 juli 2023 verscheen een heropname van het album onder de naam Speak Now (Taylor's Version) naar aanleiding van Swifts conflict over de masterrechten van het originele album. Het album werd aangekondigd in één van haar Eras Tour shows in Nashville. Deze versie van Speak Now bevat zes nieuwe nummers die zogenaamd "From The Vault" zijn. Dit zijn nummers die voor het originele album zijn geschreven, maar de definitieve selectie niet gehaald hadden.

## Achtergrond
Na het grote succes van haar tweede album Fearless kreeg Swift plotseling veel meer media-aandacht. Deze was vaak positief maar kon ook negatief zijn. Zo werd Swift bekritiseerd voor haar optreden tijdens de Grammy Awards in 2010 omdat ze niet helemaal zuiver zong en werd het feit dat Kanye West haar speech bij de MTV Video Music Awards in 2009 verstoorde breed uitgemeten in de pers en op internet. Ook haar romantische relaties begonnen steeds meer aandacht te trekken. Swift was voor Fearless al het vriendinnetje geweest van Joe Jonas, maar had daarna relaties met Taylor Lautner en John Mayer. Haar romantische ervaringen en de toenemende media-aandacht vormden inspiratie voor haar derde album.
Swift schreef alle nummers op het album in haar eentje. Destijds zei ze daarover dat dat vaak het beste uitkwam. Toen ze op haar Fearless Tour was, had ze immers weinig tijd om nummers met een andere muzikant uit te werken en maakte ze deze nummers vaak alleen af. Bijna tien jaar later zei Swift echter dat ook de kritiek dat ze zelf niet zo veel zou bijdragen aan haar nummers had meegespeeld in de beslissing om alle nummers alleen te schrijven. Na het schrijfproces produceerde Swift de nummers samen met Nathan Chapman, met wie zij ook op haar eerste twee albums had gewerkt.
Volgens Swift is Speak Now een soort conceptalbum waarbij ieder nummer een bekentenis is aan een andere persoon. Swift was aanvankelijk van plan om het album Enchanted te noemen, maar de baas van haar platenlabel vond dat niet goed passen. Daarop veranderde Swift de titel in Speak Now.

## Promotie

### Singles
De eerste single van Speak Now was 'Mine'. De single stond oorspronkelijk gepland voor 16 augustus 2010, maar door een gelekte versie van het nummer, besloot het platenlabel van Swift de single eerder uit te brengen, op 4 augustus. De single bereikte de derde plek in de Billboard Hot 100, maar was niet bijzonder succesvol buiten de Verenigde Staten. In Canada, Japan en Australië behaalde de single een top tien plek. In Nederland behaalde het nummer geen hitnoteringen en in Vlaaderen bereikte 'Mine' een bescheiden 48e plek in de Ultratop 50. Naar aanloop naar Speak Now bracht Swift drie promotiesingles uit, namelijk 'Speak Now', 'Back to December' en 'Mean'. 'Back to December' werd in november 2010 ook uitgegeven als echte single. De single had eerder al de 6e plek in de Billboard Hot 100 bereikt en bereikte na uitgave als single de 18e plek. Verder had 'Back to December' weinig succes. Alleen in Canada bereikte het nummer de top 10 van de hitlijsten.
Ook 'Mean' werd uitgegeven als echte single, namelijk in maart 2011. Het nummer is geïnspireerd door de kritiek die ze kreeg op haar optreden bij de Grammy Awards in 2010. De single deed het commercieel minder goed dan de eerste twee singles van Speak Now. Het bereikte alleen hoge posities in countryhitlijsten. Swift won echter twee Grammy Awards voor 'Mean', namelijk voor het beste countrynummer en voor de beste countryuitvoering. 'The Story of Us' en 'Sparks Fly' waren de vierde en vijfde single van Speak Now. Deze nummer hadden geen grote successen in de hitlijsten, maar werden in Vlaanderen wel getipt als single. De laatste single van Speak Now was 'Ours', een nummer op de deluxe versie van het album, en werd uitgebracht eind 2011. In de Verenigde Staten was deze single een succes; het nummer bereikte namelijk de 13e plek in de Billboard Hot 100.

### Tournee
Om Speak Now te promoten tourde Swift met de Speak Now World Tour van februari 2011 tot maart 2012. Tijdens het eerste gedeelte, dat van februari tot oktober 2011 duurde, deed ze verschillende landen in Oost-Azië, Europa en Noord-Amerika aan. Daarbij trad ze ook voor de eerste keer op in België en Nederland. In maart 2012 deed de tournee Australië en Nieuw-Zeeland aan. Bij haar optredens in Noord-Amerika speelde Swift vaak akoestische covers van lokale artiesten. Ze coverde bijvoorbeeld Bruce Springsteen in New Jersey, Eminem in Grand Rapids (Michigan) en TLC in Philidelphia. Na afloop van het eerste gedeelte van de tournee bracht Swift een cd/dvd van de tournee uit. Dit was het eerste live-album dat ze uitbracht.

### Parfum
Naast singles en de Speak Now World Tour bracht Swift in 2011 haar eigen parfum uit. Dit heette Wonderstruck. Dit is een verwijzing naar de tekst van het nummer 'Enchanted' dat op Speak Now staat.

## Ontvangst
Speak Now werd redelijk positief ontvangen. Volgens Metacritic, een website die albums een score van 0 tot 100 toekent op basis van alle (professionele) recensies, werd het album twintig keer gerecenseerd en kreeg het een gemiddelde score van 77. Swift ontving complimenten over haar vaardigheid in het schrijven van liedjes. Voor de recensent van Slant Magazine bleef dit beperkt tot de muziek en de sound van het album, maar anderen gaven Swift ook complimenten voor haar teksten. Volgens de Los Angeles Times weet Swift mensen met de kleine details en haar persoonlijke verhalen te raken. Dit benoemde recensent van The New York Times ook, maar deze erkende ook dat dit wellicht beter werkte op Swifts eerdere albums. Waar Swifts tegenspelers op haar debuutalbum en Fearless nog vaak onbekende jongens waren, zouden de nummers op Speak Now over andere sterren gaan, waardoor niet alleen Swifts perspectief relevant is. Slant Magazine noemde Swifts teksten dan ook eenzijdig en getuigen van weinig inzicht in haarzelf.
Verschillende recensenten observeerden dat Swift niet hetzelfde doet als op de voorgangers van Speak Now. Ze vindt nieuwe manieren om zichzelf uit te drukken, zowel muzikaal, qua teksten en qua genre. The Washington Post vond dat hoewel het een vermakelijk album was, Speak Now erg lang en soms herhalend was. Slant Magazine vond Swifts stem weinig overtuigend op Speak Now en beschreef dat op ieder nummer Swift wel ergens niet helemaal zuiver zong.

### Verkoop
In de eerste week dat Speak Now verkrijgbaar was, werden er ruim 1 miljoen exemplaren verkocht in de Verenigde Staten. Deze verkoopcijfers gingen in tegen de verwachtingen vanuit de muziekwereld. Daar werd aangenomen dat het onmogelijk was om een miljoen exemplaren te verkopen in één week. Ook werd aangenomen dat cd's nauwelijks meer zouden verkopen, maar ruim 75% van de exemplaren van Speak Now die verkocht werden in de eerste week waren cd's. Speak Now stond uiteindelijk zes weken boven aan de Billboard 200. In 2020 bleek dat er in totaal 4,71 miljoen exemplaren van Speak Now verkocht waren in de Verenigde Staten. Buiten de Verenigde Staten deed Speak Now het aardig. In Australië, Nieuw-Zeeland en Canada behaalde het album de top van de hitlijsten. In verschillende Europese landen, waaronder Nederland en Vlaanderen, behaalde Speak Now een plek in de top 20 van de albumhitlijsten. In Nederland werd dit een 17e plek in de Album Top 100 en in de Vlaanderen behaalde Speak Now de 18e plek in de Ultratop 200 Albums.

### Prijzen
Swift won prijzen voor het beste countryalbum voor Speak Now bij de American Music Awards en de Billboard Music Awards. Ook werd het album genomineerd voor verschillende countryprijzen, maar deze wist Swift niet te verzilveren. Speak Now ontving ook een nominatie voor het best countryalbum bij de Grammy Awards. Ook deze prijs won Swift niet. Ze won wel twee Grammy Awards voor 'Mean' dat op Speak Now staat.

## Speak Now (Taylor's Version)
Op 5 mei 2023 kondigde Swift een "rerecord" van het album aan. Dit deed ze tijdens één van haar Eras Tour-shows in Nashville, Tennessee. 

### Release
Het album is verschenen op 7 juli 2023. Het album heeft alle nummers van het originele album en haar deluxe versie met uitzonderingen van de POP-Mix/Internationale en de akoestische uitvoeringen van de nummers. Maanden voordat Speak Now (Taylor's Version) uitkwam, gaf Swift al een rerecord-versie van het nummer "If This Was a Movie" uit. Dit nummer kwam uit op het EP "The More Fearless Chapter". Dit betekent dat het nummer verplaatst is naar het Fearless-album. Fans speculeerden dat Swift het nummer van album heeft verplaatst omdat "If This Was a Movie" het enige nummer is op Speak Now dat niet volledig zelfgeschreven is en dat Swift de rerecord van het album volledig zelfgeschreven wou. Dit is bevestigd, want Speak Now (Taylor's Version) is volledig zelfgeschreven door Swift.

### From The Vault
Het album bevat zes "From The Vault" tracks. Deze nummers zijn geschreven door Swift voor het originele album, maar hebben de selectie niet gehaald. De Vault-tracks bevatten samenwerkingen met Fall Out Boy (Electric Touch) en Hayley Williams van Paramore (Castles Crumbling). 

### Ontvangst
Het album werd goed ontvangen. Ook werd Speak Now (Taylor's Version) het meest gestreamde countryalbum in 24 uur op Spotify.

### Videoclip
Eén dag na de verschijning van Speak Now (Taylor's Version) gaf Swift een videoclip uit van de Vault-track 'I Can See You'. Deze ging in première in één van haar Eras Tour shows. De videoclip bevat Taylor Lautner, Joey King en Presley Cash die een zogenaamde "Speak Now era" moeten bevrijden uit een kluis zodat het album weer "bevrijd" wordt. Dit gaat dieper op in over het 2019 master conflict tussen Swift en Scooter Braun. Fans prezen deze videoclip vanwege de cast. King en Cash zaten in de videoclip van het nummer 'Mean', terwijl dat er over Lautner gespeculeerd wordt dat het nummer 'Back To December' over hem gaat. Beide nummers stonden ook op het originele Speak Now-album.

## Tracklist
| 1.                 | Mine                | Taylor Swift | Nathan Chapman Swift | 3:50 |
| 2.                 | Sparks Fly          | Swift        | Chapman Swift        | 4:20 |
| 3.                 | Back to December    | Swift        | Chapman Swift        | 4:53 |
| 4.                 | Speak Now           | Swift        | Chapman Swift        | 4:00 |
| 5.                 | Dear John           | Swift        | Chapman Swift        | 6:43 |
| 6.                 | Mean                | Swift        | Chapman Swift        | 3:57 |
| 7.                 | The Story of Us     | Swift        | Chapman Swift        | 4:25 |
| 8.                 | Never Grow Up       | Swift        | Chapman Swift        | 4:50 |
| 9.                 | Enchanted           | Swift        | Chapman Swift        | 5:53 |
| 10.                | Better than Revenge | Swift        | Chapman Swift        | 3:37 |
| 11.                | Innocent            | Swift        | Chapman Swift        | 5:02 |
| 12.                | Haunted             | Swift        | Chapman Swift        | 4:02 |
| 13.                | Last Kiss           | Swift        | Chapman Swift        | 6:07 |
| 14.                | Long Live           | Swift        | Chapman Swift        | 5:17 |
| Totale duur: 67:29 |                     |              |                      |      |

| 15.                 | Ours                          | Swift                | Chapman Swift | 3:58 |
| 16.                 | If This Was a Movie           | Swift Martin Johnson | Chapman Swift | 3:54 |
| 17.                 | Superman                      | Swift                | Chapman Swift | 4:36 |
| 18.                 | Back to December (Acoustic)   | Swift                | Chapman Swift | 4:52 |
| 19.                 | Haunted (Acoustic)            | Swift                | Chapman Swift | 3:37 |
| 20.                 | Mine (US Version)             | Swift                | Chapman Swift | 3:50 |
| 21.                 | Back to December (US Version) | Swift                | Chapman Swift | 4:53 |
| 22.                 | The Story of Us (US Version)  | Swift                | Chapman Swift | 4:26 |
| Totale duur: 101:35 |                               |                      |               |      |

| Nr. | Titel                                     | Schrijver(s) | Producer(s) | Duur |
| --- | ----------------------------------------- | ------------ | ----------- | ---- |
| 17  | Electric Touch (feat. Fall Out Boy)       | Swift        | Swift       | 4:26 |
| 18  | When Emma Falls In Love                   | Swift        | Swift       | 4:12 |
| 19  | I Can See You                             | Swift        | Swift       | 4:33 |
| 20  | Castles Crumbling (feat. Hayley Williams) | Swift        | Swift       | 5:06 |
| 21  | Foolish One                               | Swift        | Swift       | 5:11 |
| 22  | Timeless                                  | Swift        | Swift       | 5:21 |

## Hitnoteringen

### NederlandseAlbum Top 100
| Hitnotering: 06-11-2010 t/m 04-12-2010 | Hitnotering: 06-11-2010 t/m 04-12-2010 | Hitnotering: 06-11-2010 t/m 04-12-2010 | Hitnotering: 06-11-2010 t/m 04-12-2010 | Hitnotering: 06-11-2010 t/m 04-12-2010 | Hitnotering: 06-11-2010 t/m 04-12-2010 | Hitnotering: 06-11-2010 t/m 04-12-2010 |
| Week:                                  | 1                                      | 2                                      | 3                                      | 4                                      | 5                                      |                                        |
| -------------------------------------- | -------------------------------------- | -------------------------------------- | -------------------------------------- | -------------------------------------- | -------------------------------------- | -------------------------------------- |
| Positie:                               | 17                                     | 44                                     | 68                                     | 87                                     | 80                                     | uit                                    |

### VlaamseUltratop 200 Albums
| Hitnotering: (Week 1 t/m 11) 06-11-2010 t/m 15-01-2011 Hitnotering: (Week 12 t/m 15) 29-01-2011 t/m 19-02-2011 Hitnotering: (Week 16 t/m 17) 12-03-2011 t/m 19-03-2011 Hitnotering: (Week 18) 30-04-2011 Hitnotering: (Week 19 t/m 21) 27-08-2011 t/m 10-09-2011Hitnotering: (Week 22) 29-10-2022Hitnotering: (Week 23) 12-11-2022Hitnotering: (Week 24 t/m 25) 03-12-2022 t/m 10-12-2022 Hitnotering: (Week 26 t/m 29) 07-01-2023 t/m 28-01-2023 Hitnotering: (Week 30 t/m 33) 25-03-2023 tot heden | Hitnotering: (Week 1 t/m 11) 06-11-2010 t/m 15-01-2011 Hitnotering: (Week 12 t/m 15) 29-01-2011 t/m 19-02-2011 Hitnotering: (Week 16 t/m 17) 12-03-2011 t/m 19-03-2011 Hitnotering: (Week 18) 30-04-2011 Hitnotering: (Week 19 t/m 21) 27-08-2011 t/m 10-09-2011Hitnotering: (Week 22) 29-10-2022Hitnotering: (Week 23) 12-11-2022Hitnotering: (Week 24 t/m 25) 03-12-2022 t/m 10-12-2022 Hitnotering: (Week 26 t/m 29) 07-01-2023 t/m 28-01-2023 Hitnotering: (Week 30 t/m 33) 25-03-2023 tot heden | Hitnotering: (Week 1 t/m 11) 06-11-2010 t/m 15-01-2011 Hitnotering: (Week 12 t/m 15) 29-01-2011 t/m 19-02-2011 Hitnotering: (Week 16 t/m 17) 12-03-2011 t/m 19-03-2011 Hitnotering: (Week 18) 30-04-2011 Hitnotering: (Week 19 t/m 21) 27-08-2011 t/m 10-09-2011Hitnotering: (Week 22) 29-10-2022Hitnotering: (Week 23) 12-11-2022Hitnotering: (Week 24 t/m 25) 03-12-2022 t/m 10-12-2022 Hitnotering: (Week 26 t/m 29) 07-01-2023 t/m 28-01-2023 Hitnotering: (Week 30 t/m 33) 25-03-2023 tot heden | Hitnotering: (Week 1 t/m 11) 06-11-2010 t/m 15-01-2011 Hitnotering: (Week 12 t/m 15) 29-01-2011 t/m 19-02-2011 Hitnotering: (Week 16 t/m 17) 12-03-2011 t/m 19-03-2011 Hitnotering: (Week 18) 30-04-2011 Hitnotering: (Week 19 t/m 21) 27-08-2011 t/m 10-09-2011Hitnotering: (Week 22) 29-10-2022Hitnotering: (Week 23) 12-11-2022Hitnotering: (Week 24 t/m 25) 03-12-2022 t/m 10-12-2022 Hitnotering: (Week 26 t/m 29) 07-01-2023 t/m 28-01-2023 Hitnotering: (Week 30 t/m 33) 25-03-2023 tot heden | Hitnotering: (Week 1 t/m 11) 06-11-2010 t/m 15-01-2011 Hitnotering: (Week 12 t/m 15) 29-01-2011 t/m 19-02-2011 Hitnotering: (Week 16 t/m 17) 12-03-2011 t/m 19-03-2011 Hitnotering: (Week 18) 30-04-2011 Hitnotering: (Week 19 t/m 21) 27-08-2011 t/m 10-09-2011Hitnotering: (Week 22) 29-10-2022Hitnotering: (Week 23) 12-11-2022Hitnotering: (Week 24 t/m 25) 03-12-2022 t/m 10-12-2022 Hitnotering: (Week 26 t/m 29) 07-01-2023 t/m 28-01-2023 Hitnotering: (Week 30 t/m 33) 25-03-2023 tot heden | Hitnotering: (Week 1 t/m 11) 06-11-2010 t/m 15-01-2011 Hitnotering: (Week 12 t/m 15) 29-01-2011 t/m 19-02-2011 Hitnotering: (Week 16 t/m 17) 12-03-2011 t/m 19-03-2011 Hitnotering: (Week 18) 30-04-2011 Hitnotering: (Week 19 t/m 21) 27-08-2011 t/m 10-09-2011Hitnotering: (Week 22) 29-10-2022Hitnotering: (Week 23) 12-11-2022Hitnotering: (Week 24 t/m 25) 03-12-2022 t/m 10-12-2022 Hitnotering: (Week 26 t/m 29) 07-01-2023 t/m 28-01-2023 Hitnotering: (Week 30 t/m 33) 25-03-2023 tot heden | Hitnotering: (Week 1 t/m 11) 06-11-2010 t/m 15-01-2011 Hitnotering: (Week 12 t/m 15) 29-01-2011 t/m 19-02-2011 Hitnotering: (Week 16 t/m 17) 12-03-2011 t/m 19-03-2011 Hitnotering: (Week 18) 30-04-2011 Hitnotering: (Week 19 t/m 21) 27-08-2011 t/m 10-09-2011Hitnotering: (Week 22) 29-10-2022Hitnotering: (Week 23) 12-11-2022Hitnotering: (Week 24 t/m 25) 03-12-2022 t/m 10-12-2022 Hitnotering: (Week 26 t/m 29) 07-01-2023 t/m 28-01-2023 Hitnotering: (Week 30 t/m 33) 25-03-2023 tot heden | Hitnotering: (Week 1 t/m 11) 06-11-2010 t/m 15-01-2011 Hitnotering: (Week 12 t/m 15) 29-01-2011 t/m 19-02-2011 Hitnotering: (Week 16 t/m 17) 12-03-2011 t/m 19-03-2011 Hitnotering: (Week 18) 30-04-2011 Hitnotering: (Week 19 t/m 21) 27-08-2011 t/m 10-09-2011Hitnotering: (Week 22) 29-10-2022Hitnotering: (Week 23) 12-11-2022Hitnotering: (Week 24 t/m 25) 03-12-2022 t/m 10-12-2022 Hitnotering: (Week 26 t/m 29) 07-01-2023 t/m 28-01-2023 Hitnotering: (Week 30 t/m 33) 25-03-2023 tot heden | Hitnotering: (Week 1 t/m 11) 06-11-2010 t/m 15-01-2011 Hitnotering: (Week 12 t/m 15) 29-01-2011 t/m 19-02-2011 Hitnotering: (Week 16 t/m 17) 12-03-2011 t/m 19-03-2011 Hitnotering: (Week 18) 30-04-2011 Hitnotering: (Week 19 t/m 21) 27-08-2011 t/m 10-09-2011Hitnotering: (Week 22) 29-10-2022Hitnotering: (Week 23) 12-11-2022Hitnotering: (Week 24 t/m 25) 03-12-2022 t/m 10-12-2022 Hitnotering: (Week 26 t/m 29) 07-01-2023 t/m 28-01-2023 Hitnotering: (Week 30 t/m 33) 25-03-2023 tot heden | Hitnotering: (Week 1 t/m 11) 06-11-2010 t/m 15-01-2011 Hitnotering: (Week 12 t/m 15) 29-01-2011 t/m 19-02-2011 Hitnotering: (Week 16 t/m 17) 12-03-2011 t/m 19-03-2011 Hitnotering: (Week 18) 30-04-2011 Hitnotering: (Week 19 t/m 21) 27-08-2011 t/m 10-09-2011Hitnotering: (Week 22) 29-10-2022Hitnotering: (Week 23) 12-11-2022Hitnotering: (Week 24 t/m 25) 03-12-2022 t/m 10-12-2022 Hitnotering: (Week 26 t/m 29) 07-01-2023 t/m 28-01-2023 Hitnotering: (Week 30 t/m 33) 25-03-2023 tot heden | Hitnotering: (Week 1 t/m 11) 06-11-2010 t/m 15-01-2011 Hitnotering: (Week 12 t/m 15) 29-01-2011 t/m 19-02-2011 Hitnotering: (Week 16 t/m 17) 12-03-2011 t/m 19-03-2011 Hitnotering: (Week 18) 30-04-2011 Hitnotering: (Week 19 t/m 21) 27-08-2011 t/m 10-09-2011Hitnotering: (Week 22) 29-10-2022Hitnotering: (Week 23) 12-11-2022Hitnotering: (Week 24 t/m 25) 03-12-2022 t/m 10-12-2022 Hitnotering: (Week 26 t/m 29) 07-01-2023 t/m 28-01-2023 Hitnotering: (Week 30 t/m 33) 25-03-2023 tot heden | Hitnotering: (Week 1 t/m 11) 06-11-2010 t/m 15-01-2011 Hitnotering: (Week 12 t/m 15) 29-01-2011 t/m 19-02-2011 Hitnotering: (Week 16 t/m 17) 12-03-2011 t/m 19-03-2011 Hitnotering: (Week 18) 30-04-2011 Hitnotering: (Week 19 t/m 21) 27-08-2011 t/m 10-09-2011Hitnotering: (Week 22) 29-10-2022Hitnotering: (Week 23) 12-11-2022Hitnotering: (Week 24 t/m 25) 03-12-2022 t/m 10-12-2022 Hitnotering: (Week 26 t/m 29) 07-01-2023 t/m 28-01-2023 Hitnotering: (Week 30 t/m 33) 25-03-2023 tot heden | Hitnotering: (Week 1 t/m 11) 06-11-2010 t/m 15-01-2011 Hitnotering: (Week 12 t/m 15) 29-01-2011 t/m 19-02-2011 Hitnotering: (Week 16 t/m 17) 12-03-2011 t/m 19-03-2011 Hitnotering: (Week 18) 30-04-2011 Hitnotering: (Week 19 t/m 21) 27-08-2011 t/m 10-09-2011Hitnotering: (Week 22) 29-10-2022Hitnotering: (Week 23) 12-11-2022Hitnotering: (Week 24 t/m 25) 03-12-2022 t/m 10-12-2022 Hitnotering: (Week 26 t/m 29) 07-01-2023 t/m 28-01-2023 Hitnotering: (Week 30 t/m 33) 25-03-2023 tot heden | Hitnotering: (Week 1 t/m 11) 06-11-2010 t/m 15-01-2011 Hitnotering: (Week 12 t/m 15) 29-01-2011 t/m 19-02-2011 Hitnotering: (Week 16 t/m 17) 12-03-2011 t/m 19-03-2011 Hitnotering: (Week 18) 30-04-2011 Hitnotering: (Week 19 t/m 21) 27-08-2011 t/m 10-09-2011Hitnotering: (Week 22) 29-10-2022Hitnotering: (Week 23) 12-11-2022Hitnotering: (Week 24 t/m 25) 03-12-2022 t/m 10-12-2022 Hitnotering: (Week 26 t/m 29) 07-01-2023 t/m 28-01-2023 Hitnotering: (Week 30 t/m 33) 25-03-2023 tot heden | Hitnotering: (Week 1 t/m 11) 06-11-2010 t/m 15-01-2011 Hitnotering: (Week 12 t/m 15) 29-01-2011 t/m 19-02-2011 Hitnotering: (Week 16 t/m 17) 12-03-2011 t/m 19-03-2011 Hitnotering: (Week 18) 30-04-2011 Hitnotering: (Week 19 t/m 21) 27-08-2011 t/m 10-09-2011Hitnotering: (Week 22) 29-10-2022Hitnotering: (Week 23) 12-11-2022Hitnotering: (Week 24 t/m 25) 03-12-2022 t/m 10-12-2022 Hitnotering: (Week 26 t/m 29) 07-01-2023 t/m 28-01-2023 Hitnotering: (Week 30 t/m 33) 25-03-2023 tot heden | Hitnotering: (Week 1 t/m 11) 06-11-2010 t/m 15-01-2011 Hitnotering: (Week 12 t/m 15) 29-01-2011 t/m 19-02-2011 Hitnotering: (Week 16 t/m 17) 12-03-2011 t/m 19-03-2011 Hitnotering: (Week 18) 30-04-2011 Hitnotering: (Week 19 t/m 21) 27-08-2011 t/m 10-09-2011Hitnotering: (Week 22) 29-10-2022Hitnotering: (Week 23) 12-11-2022Hitnotering: (Week 24 t/m 25) 03-12-2022 t/m 10-12-2022 Hitnotering: (Week 26 t/m 29) 07-01-2023 t/m 28-01-2023 Hitnotering: (Week 30 t/m 33) 25-03-2023 tot heden | Hitnotering: (Week 1 t/m 11) 06-11-2010 t/m 15-01-2011 Hitnotering: (Week 12 t/m 15) 29-01-2011 t/m 19-02-2011 Hitnotering: (Week 16 t/m 17) 12-03-2011 t/m 19-03-2011 Hitnotering: (Week 18) 30-04-2011 Hitnotering: (Week 19 t/m 21) 27-08-2011 t/m 10-09-2011Hitnotering: (Week 22) 29-10-2022Hitnotering: (Week 23) 12-11-2022Hitnotering: (Week 24 t/m 25) 03-12-2022 t/m 10-12-2022 Hitnotering: (Week 26 t/m 29) 07-01-2023 t/m 28-01-2023 Hitnotering: (Week 30 t/m 33) 25-03-2023 tot heden | Hitnotering: (Week 1 t/m 11) 06-11-2010 t/m 15-01-2011 Hitnotering: (Week 12 t/m 15) 29-01-2011 t/m 19-02-2011 Hitnotering: (Week 16 t/m 17) 12-03-2011 t/m 19-03-2011 Hitnotering: (Week 18) 30-04-2011 Hitnotering: (Week 19 t/m 21) 27-08-2011 t/m 10-09-2011Hitnotering: (Week 22) 29-10-2022Hitnotering: (Week 23) 12-11-2022Hitnotering: (Week 24 t/m 25) 03-12-2022 t/m 10-12-2022 Hitnotering: (Week 26 t/m 29) 07-01-2023 t/m 28-01-2023 Hitnotering: (Week 30 t/m 33) 25-03-2023 tot heden | Hitnotering: (Week 1 t/m 11) 06-11-2010 t/m 15-01-2011 Hitnotering: (Week 12 t/m 15) 29-01-2011 t/m 19-02-2011 Hitnotering: (Week 16 t/m 17) 12-03-2011 t/m 19-03-2011 Hitnotering: (Week 18) 30-04-2011 Hitnotering: (Week 19 t/m 21) 27-08-2011 t/m 10-09-2011Hitnotering: (Week 22) 29-10-2022Hitnotering: (Week 23) 12-11-2022Hitnotering: (Week 24 t/m 25) 03-12-2022 t/m 10-12-2022 Hitnotering: (Week 26 t/m 29) 07-01-2023 t/m 28-01-2023 Hitnotering: (Week 30 t/m 33) 25-03-2023 tot heden | Hitnotering: (Week 1 t/m 11) 06-11-2010 t/m 15-01-2011 Hitnotering: (Week 12 t/m 15) 29-01-2011 t/m 19-02-2011 Hitnotering: (Week 16 t/m 17) 12-03-2011 t/m 19-03-2011 Hitnotering: (Week 18) 30-04-2011 Hitnotering: (Week 19 t/m 21) 27-08-2011 t/m 10-09-2011Hitnotering: (Week 22) 29-10-2022Hitnotering: (Week 23) 12-11-2022Hitnotering: (Week 24 t/m 25) 03-12-2022 t/m 10-12-2022 Hitnotering: (Week 26 t/m 29) 07-01-2023 t/m 28-01-2023 Hitnotering: (Week 30 t/m 33) 25-03-2023 tot heden | Hitnotering: (Week 1 t/m 11) 06-11-2010 t/m 15-01-2011 Hitnotering: (Week 12 t/m 15) 29-01-2011 t/m 19-02-2011 Hitnotering: (Week 16 t/m 17) 12-03-2011 t/m 19-03-2011 Hitnotering: (Week 18) 30-04-2011 Hitnotering: (Week 19 t/m 21) 27-08-2011 t/m 10-09-2011Hitnotering: (Week 22) 29-10-2022Hitnotering: (Week 23) 12-11-2022Hitnotering: (Week 24 t/m 25) 03-12-2022 t/m 10-12-2022 Hitnotering: (Week 26 t/m 29) 07-01-2023 t/m 28-01-2023 Hitnotering: (Week 30 t/m 33) 25-03-2023 tot heden | Hitnotering: (Week 1 t/m 11) 06-11-2010 t/m 15-01-2011 Hitnotering: (Week 12 t/m 15) 29-01-2011 t/m 19-02-2011 Hitnotering: (Week 16 t/m 17) 12-03-2011 t/m 19-03-2011 Hitnotering: (Week 18) 30-04-2011 Hitnotering: (Week 19 t/m 21) 27-08-2011 t/m 10-09-2011Hitnotering: (Week 22) 29-10-2022Hitnotering: (Week 23) 12-11-2022Hitnotering: (Week 24 t/m 25) 03-12-2022 t/m 10-12-2022 Hitnotering: (Week 26 t/m 29) 07-01-2023 t/m 28-01-2023 Hitnotering: (Week 30 t/m 33) 25-03-2023 tot heden |
| Week: | 1 | 2 | 3 | 4 | 5 | 6 | 7 | 8 | 9 | 10 | 11 | | 12 | 13 | 14 | 15 | | 16 | 17 | | 18 |
| --- | --- | --- | --- | --- | --- | --- | --- | --- | --- | --- | --- | --- | --- | --- | --- | --- | --- | --- | --- | --- | --- |
| Positie: | 18 | 21 | 30 | 53 | 72 | 57 | 85 | 92 | 72 | 78 | 73 | uit | 96 | 94 | 97 | 94 | uit | 97 | 49 | uit | 76 |
| Week: | 18 | | 19 | 20 | 21 | | 22 | | 23 | | 24 | 25 | | 26 | 27 | 28 | 29 | | 30 | 31 | 32 |
| Positie: | 76 | uit | 45 | 65 | 55 | uit | 177 | uit | 163 | uit | 196 | 191 | uit | 151 | 172 | 138 | 180 | uit | 157 | 132 | 181 |
| Week: | 33 | | | | | | | | | | | | | | | | | | | | |
| Positie | 166 | | | | | | | | | | | | | | | | | | | | |